# Iberni
Gli Iberni erano gli antichi abitanti dell'Irlanda, chiamata dai Romani Hibernia.
Erano di antica origine celtica, probabilmente con un substrato autoctono, forse un residuo dei popoli megalitici o degli Iberi, insediatisi anticamente nell'isola. 
Gneo Giulio Agricola, durante la sua campagna di Britannia, volle sbarcare in Hibernia nell'81 per assoggettarla, ma dopo la sua partenza per Roma, nell'85, il progetto venne abbandonato.